# Bienal de Lyon
La Bienal de Lyon, también conocida como Bienal de Arte Contemporáneo de Lyon, es una exposición internacional de arte contemporáneo considerada una de las más prestigiosas en Europa junto a la Bienal de Venecia. Fue creada en el año 1991 por Thierry Raspail y por Thierry Prat y tiene lugar todos los años impares. En alternancia con la Bienal de la Danza de Lyon creada en el año 1984.

## Ediciones
Los creadores y primeros comisarios clasificaron el sentido artístico y curatorial de cada una de las Bienales de Arte Contemporáneo de Lyon en trilogías:
- La primera trilogía de los años 1991, 1993, 1995 estuvo ligada a la palabra Historia.
- La segunda trilogía de los años 1997, 1999 y 2001 estuvo ligada a la palabra Global.
- La tercera trilogía de los años 2003, 2005 y 2007 estuvo ligada a la palabra Temporalidad.
- La cuarta trilogía de los años 2009, 2011 y 2013 estuvo ligada a la palabra Transmisión.
- La quinta trilogía de los años 2015, 2017 y 2019 estuvo ligada a la palabra Modernidad.[1]

En 2018 Thierry Raspail anuncia su retirada, con la edición del año 2019 como la última comisariada por el fundador. A partir del año 2019, Isabelle Bertolotti será la nueva directora artística.
En el marco de la Bienal de Lyon  han surgido dos nuevas plataformas culturales: Résonance en 2003 y Veduta en el año 2007.

### 1.ª Bienal (1991)
La primera edición de la Bienal de Arte Contemporáneo de Lyon se inauguró el 3 de septiembre del año 1991. Duró hasta el 13 de octubre del mismo año y ocupó aproximadamente 7000 m² del Museo de Bellas Artes de Lyon con sesenta y nueve artistas bajo el lema curatorial de «El amor al arte». Bajo la curaduría de  Thierry Raspail & Thierry Prat y entre los sesenta y nueve artistas con nombres: Arman, César Baldaccini, Robert Filliou, Pierre Alivias, Erik Dietman, Fabrice Hyber, Robert Combas, Pierre & Gilles, Sophie Calle o Alain Secaste…
- Visitantes: La 1.ª Bienal de Lyon de 1991 acogió a 73000 visitantes.[8]

### 2.ª Bienal (1993)
La segunda edición de la Bienal de Arte Contemporáneo de Lyon tuvo lugar del 3 de septiembre al 13 de octubre de 1993 en el Museo de Bellas Artes de Lyon. Bajo el título curatorial «Entre todos cambiamos el mundo ». El comisario fue Marc Dachy y entre los cincuenta artistas invitados, se podían encontrar a Marcel Duchamp, Kurt Schwitters, Kasimir Malévitch, Jean-Michel, Basquiat, Andy Warhol, John Jaula, William S. Burroughs, Ilya Kabakov, Bill Violó, Bruce Nauman, Imi Knoebel o David Hammons.
- Visitantes: La 2.ª Bienal de Lyon acogió a 89 000 visitantes.[8]

### 3.ª Bienal (1995)
La tercera edición de la Bienal de Arte Contemporáneo de Lyon tuvo lugar del 20 de diciembre de 1995 al 16 de febrero de 1996. Por primera vez en la nueva sede: El nuevo Museo de Arte Contemporáneo de Lyon. La tercera bienal no tuvo una denominación específica más allá de 3.ª Bienal de Lyon. Bajo el comisariato de Georges Rey, entre los artistas invitados, se podía encontrar a Nam June Paik, Vito Acconci, Dan Graham, Peter Campus, Dennis Oppenheim, Rirkrit Tiravanija, Dumb Tipo, Carsten Höller, Douglas Gordon, Tony Oursler, Pierre Huyghe  o Ann Hamilton.
- Visitantes: La 3.ª Bienal de Lyon acogió a 140000 visitantes.[10]

### 4.ª Bienal (1997)
La cuarta edición de la Bienal de Arte Contemporáneo de Lyon tuvo lugar del 9 de julio al 24 de septiembre de 1997. Esta cuarta bienal se ha mantenido en torno a 17000 m² en el Palco Tony Garnier.. Titulada curatorialmente como «La Otra », comisariada por Harald Szeemann y presentaba ochenta y seis artistas. Entre ellos: Katharina Fritsch, Chris Burden, Richard Serra, Emery Blagdon, Matthew Barney, Jason Rhoades o Chen Zhen.l

### 5.ª Bienal (2000)
La quinta edición de la Bienal de Arte Contemporáneo de Lyon bajo la denominación curatorial «Reparto de exotismo» tuvo lugar del 27 de junio al 24 de septiembre de 2000 y fue presentada en el Espacio Tony Garnier. Fue intencionalmente retrasada un año, para poder coincidir con el inicio de año y siglo. El comisario fue Jean-Hubert Martin trabajo con un grupo de cinco antropólogos para dar un sentido curatorial a la Bienal. Así el evento internacional de Arte contemporáneo estaba dividido en secciones que creaban un debate en torno a los sentires que afligen al ser humano, términos como: amar, comer, combatir, sufrir, curar o rezar. Entre los 120 artistas, se podía encontrar: Esther Mahlangu, Sol Lewitt, Navin Rawanchaikul, Takashi Murakami, Yan Pei-Ming, Yinka Shonibare, Bjarne Melgaard, Tunga, Hervé Di Rosa, Gilbert & George, Anish Kapoor, Xavier Veilhan, Barthélémy Toguo, Erwin Wurm y Shirin Neshat.

### 6.ª Bienal (2001)
La sexta edición de la Bienal de Arte Contemporáneo de Lyon titulada "Connivencia" tuvo lugar del 23 de junio al 23 de septiembre de 2001 y se anunció como un preludio de la bienal del año 2003. Ocupó diferentes lugares de la ciudad de Lyon, mayormente el Museo de Arte Contemporáneo. Para conectar los lugares entre ellos, una nave fluvial conectaba el museo de arte contemporáneo y los Subsistances. Encontrar varias comisarias al frente de esta biennale: Anne Bertrand, Jean-Marc Chapoulie, Yvane Chapuis, Laurence Dreyfus, Klaus Hersche, Richard Robert y Guy Walter. Nous les avons croisés ces commissaires au hasard de collaborations anciennes, d'entrevues lumineuses ou de projet et propos qu'ils avaient su créer. Leur complicité n'était pas gagnée d'avance car chacun des « champs » associés, appréhendés par chacun des commissaires, levaient des problématiques qui n'étaient pas évidemment communes : est-ce que la danse s'expose? Est-ce que la phrase s'installe? Est-ce que le son se sculpte?
Algunos artistas: Jérôme Guapo, Marco Berrettini, Xavier El Roy, William Eggleston, Adrian Piper, Steve McQueen, Kolkoz, Robert Wyatt…

### 7.ª Bienal (2003)
La séptima edición de la Bienal de Arte Contemporáneo de Lyon abandona definitivamente el espacio de Tony Garnier para implantarse en la Azucarera. Del 18 de septiembre de 2003 al 4 de enero de 2004, titulada « Está llegado mañana », se puede así encontrar las artistas a La Sucrière, al Museo de arte contemporáneo, a Instituto de arte contemporáneo de Villeurbanne, al Museo de los guapos-artes y al Rectangle. La navette fluviale ha sido reconduite así como para las Biennales siguientes para conectar los lugares de exposición como por ejemplo la Sucrière con el museo de arte contemporáneo. La comisaría está confiado al Consorcio de Dijon (Xavier Douroux, Franck Gautherot, Eric Troncy + Robert Nickas y Anne Pontégnie) que abre una trilogía volcada en la cuestión de la temporalidad. 
Encuentra en otros Mike Kelley & Paul McCarthy, Tim Head, Gustav Metzger, Steven Parrino, Larry Clark, Yayoi Kusama, Catherine Sullivan, Bridget Riley, Ugo Rondinone …

### 8.ª Bienal (2005)
La octava edición de la Bienal de Arte Contemporáneo de Lyon, « la experiencia de la duración  » es el segundo postigo de la trilogía consagrada al tiempo. Tiene lugar del 14 de septiembre al 31 de diciembre de 2005.
Los comisarios Nicolas Bourriaud y Jérôme Sin asocien los œuvres de la colección del Museo de arte contemporáneo : La Sube Young, Terry Riley, James Turrell a piezas espectaculares : Martin Creed, Kader Attia, John Bock, Erwin Wurm, Kendell Geers, Tony Conrad, Robert Crumb. Daniel Buren realiza una pieza monumental que está adquirida por el Museo de arte contemporáneo.

### 9.ª Bienal (2007)
La novena edición de la Bienal de Arte Contemporáneo de Lyon se mantiene en la Azucarera, así como en el Museo de arte contemporáneo de Lyon, al Instituto de arte contemporáneo de Villeurbanne y a la fundación Bullukian del 19 de septiembre de 2007 al 6 de enero de 2008. Titulada « 00s - La historia de una década que no es  todavía nombrada », es el tercer postigo de la trilogía consagrada al tiempo.
La edición 2007 está organizada de manera distinta que las demás biennales. Hans Ulrich Obrist y Stéphanie Moisdon son los concepteurs de un juego en el cual intervienen jugadores a los cuales ha sido pedido de definir la década de 2000 a 2010. Así han escogido en un primer círculo 49 jugadores, comisarios y críticos de arte internacional, invitados a responder a una sola cuestión que tiene valor de regla: Cuál es, según os, el artista esencial de esta década? Después 14 jugadores en un segundo círculo, artistas, escritores, chorégraphes, arquitectos, invitados definir la década a marchar de una secuencia de exposición. 111 artistas fueron expuestos así y como en todo juego hay un ganador, la Biennale ha premiado, el premio Only Lyon acompañado de un trofeo en chocolate. Ha sido décerné a Seth Price, con un accésit para Jennifer Allora & Guillermo Calzadilla.
Entre los artistas invitados : Josh Smith, Kelley Walker, Urs Fischer, Tomás Saraceno, Hilary Lloyd, Nathaniel Mellors, Sheela Gowda, Ryan Gander, Tino Sehgal, Wade Guyton, Seth Price, Jennifer Allora & Guillermo Calzadilla, Michel Houellebecq…

### 10.ª Bienal (2009)
La décima edición de la Bienal de Arte Contemporáneo de Lyon ha tenido lugar del 16 de septiembre de 2009 al 3 de enero de 2010. Las exposiciones tienen lugar en los cuatro lugares faros, que son la Sucrière, el Museo de arte contemporáneo de Lyon, la Fundación Bullukian y el Almacén Bichat. Titulada « El espectáculo del diario », según Hou Hanru, comisario de la Biennale de Lyon 2009, tiene como objetivo questionner sobre el porqué del arte y de hacer el vínculo entre la creación artística y la vida cotidiana.
Algunos artistas invitados: Adel Abdessemed, Pedro Cabrita Reis, Dan Perjovschi, Tsang Kin-wah, Sarkis, Agnès Varda, Maria Thereza Alves.
Esta biennale ha acogido 165000 visitantes cuya mitad había menos 26 años.

### 11.ª Bienal (2011)
La 11.ª Bienal de arte contemporáneo de Lyon tiene lugar del 15 de septiembre al 31 de diciembre de 2011 y tiene para título « Una terrible belleza está nacido ». Invierte además de los lugares habituales (La Sucrière, el museo de arte contemporáneo y la fundación Bullukian) el website de la Fábrica TASE. La comisaria argentina Victoria Noorthoorn ha tomado para titulado de esta Biennale « Una terrible belleza está nacido » un verso de un poema de William Butler Yeats Paques, 2016. Reunió setenta y ocho artistas del mundo entero, venidos principalmente de Europa, de África y de Latinoamérica, cuyos los œuvres están expuestas sobre 13 000 m². #Poder citar: Augusto de Campos, Robert Kusmirowski, Marina de Caro, Jorge Macchi, Tracey Rosa, Lynette Yiadom-Boakye, Cildo Meireles, Robert Filliou, Eva Kotatkova, Eduardo Basualdo, The Center for Historical Reenactments, The Arctic Perpective Initiative…

### 12.ª Bienal (2013)
La 12.ª edición de la Bienal de Arte Contemporáneo de Lyon curatorialmente titulada «Mientras tanto... bruscamente y a posteriori.». Del 12 de septiembre de 2013 al 5 de enero de 2014, invierte los tres lugares habituales (La Sucrière, el museo de arte contemporáneo y la fundación Bullukian), pero se desplaza esta vez en la chaufferie de la Antiquaille y a la iglesia Santa-Just. La chaufferie de la Antiquaille acoge dos œuvres de Zhang Ding y la iglesia Santa-Just, una œuvre de Tom Sachs. Bao la curaduría de Gunnar B. Kvaran.
77 artistas están expuestos cuyos : Matthew Barney, The Bruce High Quality Foundation, Dan Colen, Erró, Fabrice Hyber, Jeff Koons, Nate Lowman, Yoko Ono, Laure Prouvost, Alain Robbe-Grillet, Matthew Ronay, Tom Sachs, Anicka Yi, Ming Wong, Jonathas de Andrade, Ed Atkins, Trisha Baga, Neil Beloufa, Gerry Bibby, Juliette Bonneviot, Dineo Seshee Bobape, Antoine Catala, Xavier Cha, Paul Chan, Ian Cheng, Petra Cortright, Jason Dodge, Aleksandra Domanovi, David Douard, Mette Edvardsen, Roe Ethridge, Edward Fornieles, Gabríela Friðriksdóttir, Robert Gober, Karl Haendel, Rana Hamadeh, Louise Hervé & Chloé Maillet, Glenn Kaino, John Kelsey, Donna Kukama, Margaret Lee & Michele Abeles, Patricia Lennox-Boyd, Laida Lertxundi, Aalliicceelleessccaannnnee&Ssoonniiaadderrzzyyppoollsskkii, Ann Lislegaard, MadeIn Company, Václav Magid, Helen Marten, Thiago Martins de Melo, Bjarne Melgaard, Takao Minami, Meloko Mokgosi, Paulo Nazareth, Paulo Nimer Pjota, Aude Pariset, Lili Reynaud Dewar, James Richards, Tabor Robak, Georgia Sagri, Hiraki Sawa, Mary Sibande, Alexandre Singh, Sumakshi Singh, Gustavo Speridião, Tavares Strachan, Nobuaki Takekawa, Ryan Trecartin & Lizzie Fitch, Peter Wächtler, Hannah Weinberger, Helga Wretman, Yang Zhengzhong, Zhang Ding.

### 13.ª Bienal (2015)
La 13.ª edición de la Bienal de Arte Contemporáneo de Lyon tiene lugar del 10 de septiembre de 2015 al 3 de enero de 2016 y tiene para título « La vida moderna ». Concebida por el comisario Ralph Rugoff, la biennale reúne artistas salidos de veintiocho países, cuyos los œuvres están expuestas a La Sucrière, al Museo de arte contemporáneo de Lyon, y en la sala 15 del Museo de los Confluences que acoge una œuvre de Yuan Goang-Ming. Darren Bader expone una escultura en el Parque de la Cabeza de Oro y Hannah Hurtzig proyecta su Lección de noche sobre el escaparate de la Galería foto del Instituto luz. El concepto curatorial de la muestra fue « La vida moderna ». Los sesenta artistas exposiciones están : Michael Armitage, Kader Attia, Abel Azcona, Darren Bader, Sammy Baloji, Yto Barrada, Nina Beier, Cecila Bengolea & Jeremy Deller, Hicham Berrada, Camille Blatrix, Michel Blazy, Mohamed Bourouissa, Celeste Bursátil-Mougenot, Nina Canell, George Condo, Alex Da Corte, Simon Denny, Jessica Diamond, Thomas Eggerer, Cyprien Chaval, Fabien Giraud & Raphaël Siboni, Guan Xiao, Anthea Hamilyon, He Xiangyu, Camille Henrot, Hannah Hurtzig, Cameron Jamie, Johannes Kahrs, Lai Chih-Sheng, Emmanuelle Lainé, Laura Lamiel, Liu Wei, Andreas Lolos, Magdi Mostafa, Daniel Naudé, Mike Nelson, Nguyen Trinh Ti, Otobong Nkanga, Katja Novitskova, Ahmet Ögüt, George Osodi, Anna Ostoya, Tony Oursler, Marina Pinsky, Julien Prévieux, Jon Rafman, Miguel Ángel Rios, Ed Ruscha, Massinissa Selmani, Marinella Senatore, David Shrigley, Avery Imitar, Lucie Stahl, Tatiana Encontrado, Andrea Ursuta, Klaus Weber, T.J. Wilcox, Haegue Yang, Yuan Goang-Ming, Arseny Zhilyaev.

### 14.ª Bienal (2017)
La 14.ª edición de la Bienal de Arte Contemporáneo de Lyon tiene lugar del 20 de septiembre de 2017 al 8 de enero de 2018 titulada: Mundos flotantes. Concebida por la comisaria Emma Lavigne, se desarrolla en la Sucrière, en el Museo de Arte Contemporáneo de Lyon y en la Cúpula. La cúpula es de hecho el Radôme de Richard Buckminster Fuller crea en 1957 y prestado por el centro Pompidou que ha sido instalado Ubica Antonin Poncet. Acoge el œuvre de Celeste Becario-Mougenot clinamen V4. Emma Lavigne se justifica sobre su elección de titulado los « Mundos flotantes »: Entre los artistas invitados estaban artistas como Shimabuku, Marcel Duchamp, Cildo Meireles, David Tudor, Peter Moore, Terry Riley, Jill Magid, Jorinde Voigt, Hans Richter, Yuko Mohri, Jean Arp, Ernesto Neto, Julien Creuzet, Fernando Ortega, Richard Buckminster-Fuller, Julien Discrit, Camille Norment, Hector Zamora, Celeste Becario-Mougenot…

### 15.ª Bienal (2019)
La 15.ª edición de la Bienal de Arte Contemporáneo de Lyon tuvo lugar del 18 de septiembre de 2019 al 5 de enero de 2020. Bajo la denominación curatorial «Allí donde las aguas se mezclan» basado en un poema de Raymond Carver. El comisariado fue llevado a cabo por el equipo de comisarios del Palacio de Tokio compuesta por Adélaïde Blanco, Daria de Beauvais, Yoann Gourmel, Matthieu Lelièvre, Vittoria Matarrese, Claire Moulène y Hugo Vitrani. Como sede principal el Museo de arte contemporáneo de Lyon, además en esta edición, por primera vez se incluyen como espacios expositivos las antiguas fábricas de Fagor en el barrio de Gerland, así como en el barrio de Grolée. Esta edición está ubicada bajo la dirección artística de Isabelle Bertolotti, nueva Directora Artística de la Biennale desde el año 2018. Contabilizando más de 30000 metros cuadrados de exposición, esta edición comporta cincuenta y cinco artistas . Entre ellos: Rebecca Ackroyd (Reino Unido), Isabelle Andriessen (Países Bajos), Jean-Marie Appriou (Francia), Felipe Arturo (Colombia), Bianca Botado (Sudáfrica-Francia), Astuto Bülow (Suecia-Noruega), Despacho de los Llantos (Francia), Stéphane Calaba (Francia), Nina Chanel Abney (Estados Unidos), Gaëlle Choisne (Francia), Yu-Cheng Col (Taiwán), Morgan Courtois (Francia), Daniel Dewar y Grégory Gicquel (Reino Unido-Francia-Bélgica), Khalil El Ghrib (Marruecos), Escif (España), Jenny Feal (Cuba Francia), Thomas Feuerstein (Austria), Julieta García Vazquez & Javier Villa de Villafañe (Argentina), Petrit Halilaj (Kosovo Alemania), Dale Harding (Australia), Holly Hendry (Reino Unido), Karim Kal (Suiza-Francia), Bronwyn Katz (Sudáfrica), Sam Keogh (Irlanda-Países Bajos), Lee Kit (China-Taiwán), Eva La Hoest (Bélgica), Mira Lee (Corea del Sur), Yona Lee (Corea del Sur / Nueva Zelanda), Minouk Lim (Corea del Sur), LYL Radio (Francia), Taus Makhacheva (Rusia), Léonard Martin (Francia), Gustav Metzger (Alemania-Reino Unido), Nicolas Momein (Francia), Shana Moulton (USA), Simphiwe Ndzube (Sudáfrica/USÓ), Josèfa Ntjam (Francia), Fernando Palma Rodríguez (México), El pueblo que falta (Francia), Thao-Nguyên Phan (Vietnam), Abraham Poincheval (Francia), Stephen Powers (USÓ), Philippe Quesne (Francia), Marie Reinert (Francia Alemania), Megan Rooney (Canadá-Reino Unido), Pamela Rosenkranz (Suiza), Ashley Hans Scheirl & Jakob Lena Knebl (Austria-Alemania), Aguirre Schwarz (Francia), Stéphane Thidet (Francia), Nico Vascellari (Italia) , Trevor Yeung (China-Hong Kong), Pannaphan Yodmanee (Tailandia), Victor Yudaev (Rusia]-Francia), Mengzhi Zheng (China-Francia).